# Guibemantis annulatus
Guibemantis annulatus is een kikker uit de familie gouden kikkers (Mantellidae). De soort werd voor het eerst wetenschappelijk beschreven door Richard Lehtinen, Frank Glaw en Miguel Vences in 2011. De soort behoort tot het geslacht Guibemantis.
De soort is endemisch in het zuidoosten van Madagaskar.
De kikker bereikt een lichaamslengte van 17 tot 25 millimeter, mannetjes en vrouwtjes worden ongeveer even groot. De lichaamskleur is bruin met lichtere vlekjes op de rug. De soort is te herkennen aan de lichte dwarsbanden aan het uiteinde van de vingers en tenen. Deze doen denken aan ringen en de wetenschappelijke soortaanduiding annulatus is hiernaar vernoemd en betekent 'ringdragend'.